# I Just Called to Say I Love You
I Just Called to Say I Love You är en låt skriven av Stevie Wonder. Den skrevs särskilt för att vara med i filmen En tjej i rött 1984 och finns på filmens soundtrack. Sedermera släpptes den även som singel och blev en gigantisk framgång med förstaplaceringar på många av världens singellistor. Den är fortfarande skivbolaget Motowns bäst säljande singel internationellt sätt.
Wonder tilldelades såväl en Oscar som en Golden Globe för bästa originalsång till en film, och låten nominerades i tre kategorier vid Grammygalan 1985.

## Listplaceringar
- Billboard Hot 100, USA: #1[2]
- UK Singles Chart, Storbritannien: #1[3]
- Tyskland: #1[4]
- Nederländerna: #1[5]
- Schweiz: #1[6]
- Österrike: #1[7]
- Nya Zeeland: #1[8]
- VG-lista, Norge: #1[9]
- Topplistan, Sverige: #1[10]